# Slottet Nöthnitz

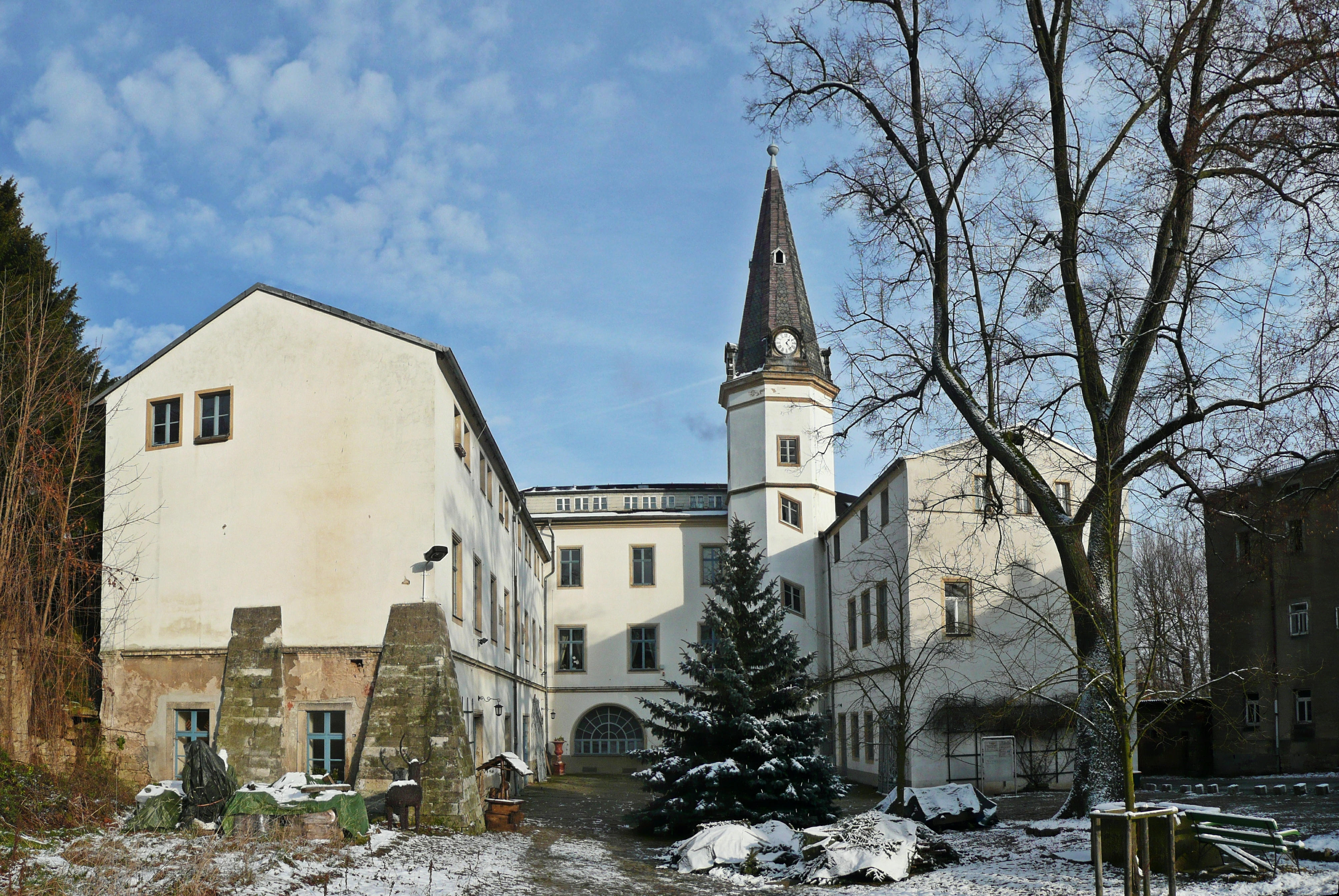
Innergården av slottet

Slottet Nöthnitz ligger i Nöthnitz strax söder om tyska staden Dresden i förbundslandet Sachsen.
Byggt 1635, ombyggt 1870. Under 1700-talet beboddes slottet av greven Heinrich von Bünau. Hans efterlämnade bibliotek omfattar närmare 42 000 böcker. Den tyske arkeologen Johann Joachim Winckelmann verkade som bibliotekarie hos honom 1748-1754.
Efter andra världskriget lämnade den dåvarande greven slottet, som sedan användes som skola. Dock åsidosattes underhållet, så att byggnadens yttre förföll. Efter den tyska återföreningen 1989 återvände greven och har sedan dess renoverat en del av slottet och den tillhörande slottsparken, men fortfarande står stora delar i ruiner.
I december varje år arrangeras en välbesökt julmarknad vid slottet.